# Copa Emídio Perondi 2006
In 2006 werd de tweede editie van de Copa Emídio Perondi gespeeld voor voetbalclubs uit de Braziliaanse staat Rio Grande do Sul. De competitie werd georganiseerd door de FGF en werd gespeeld van 25 februari tot 8 april. 15 de Novembro werd kampioen en mocht daardoor deelnemen aan de Série C 2006 en de Copa do Brasil 2007. Tevens degradeerde de twee laatsten uit de hoogste klasse van het Campeonato Gaúcho.

## Eerste fase

### Groep A
| Plaats | Clu             | Wed. | W | G | V | Saldo | Ptn. |
| ------ | --------------- | ---- | - | - | - | ----- | ---- |
| 1.     | Ulbra           | 8    | 4 | 2 | 2 | 11:9  | 14   |
| 2.     | Gaúcho          | 8    | 4 | 0 | 4 | 10:10 | 12   |
| 3.     | Glória          | 8    | 3 | 2 | 3 | 10:12 | 11   |
| 4.     | Grêmio São José | 8    | 3 | 1 | 4 | 16:14 | 10   |
| 5.     | Passo Fundo     | 8    | 3 | 1 | 4 | 12:14 | 10   |

|  | Geplaatst voor finale            |
|  | Degradatie uit Campeonato Gaúcho |

### Groep B
| Plaats | Clu               | Wed. | W | G | V | Saldo | Ptn. |
| ------ | ----------------- | ---- | - | - | - | ----- | ---- |
| 1.     | 15 de Novembro    | 8    | 4 | 2 | 2 | 12:7  | 14   |
| 2.     | Brasil de Pelotas | 8    | 4 | 2 | 2 | 7:3   | 14   |
| 3.     | Esportivo         | 8    | 3 | 2 | 3 | 10:10 | 11   |
| 4.     | São Luiz          | 8    | 3 | 0 | 5 | 10:19 | 9    |
| 5.     | Farroupilha       | 8    | 2 | 2 | 4 | 10:11 | 8    |

|  | Geplaatst voor finale            |
|  | Degradatie uit Campeonato Gaúcho |

## Tweede fase
|              |              |       |                                      |                                     |
| 5 april Heen | Ulbra        | 1 – 3 | 15 de Novembro                       | Complexo Esportivo da Ulbra, Canoas |
| 5 april Heen | Waldison 30' |       | Dauri 32' (pen), 91' (pen) Barão 51' | Complexo Esportivo da Ulbra, Canoas |

|               |                                     |       |       |                                         |
| 8 april Terug | 15 de Novembro                      | 3 – 0 | Ulbra | Estádio Sady Arnildo Schmidt, Campo Bom |
| 8 april Terug | Aldrovani 50', 69' (pen) Bebeto 86' |       |       | Estádio Sady Arnildo Schmidt, Campo Bom |

## Kampioen
| Copa Emídio Perondi de 2006        |
| Campo Bom                          |
| ---------------------------------- |
| 15 DE NOVEMBRO Kampioen (1° titel) |